# Courtney Simpson
Courtney Simpson (Mesa, Arizona; 5 de septiembre de 1985) es una actriz pornográfica estadounidense. Fue expulsada de la universidad estatal de Arizona por haber aparecido en el filme pornográfico Gina's Double Dutch, vistiendo el uniforme de las animadoras de su universidad.

## Biografía
Simpson se crio en un hogar mormón conservador, en Mesa. Tras graduarse en el instituto, comenzó sus estudios en la universidad, pero las fiestas universitarias y los partidos, provocaron el enfado de sus padres que le retiraron el sustento económico, por lo que empezó a buscar cómo ganarse la vida. Fue así como vio un anuncio en un periódico requiriendo modelos para desnudos, y de esta forma, unos días después empezó a grabar escenas para una página web.
El 2 de diciembre, de 2005, el diarioThe Arizona Republic anunció que Simpson, que había formado parte del equipo de animadoras de la universidad de Arizona, había sido expulsada del equipo en la primavera de 2005 por violar el reglamento. Sin embargo, Simpson lo negó. Según Simpson no podía continuar en el equipo de animadoras ya que sus padres estaban asustados de que ella bebiera o se fuera de fiesta con sus compañeras.
Desde el comienzo de su carrera ha realizado muchas películas convirtiéndose en una popular actriz de la industria del cine para adultos. Algunas de las películas en las que actúa son: Barely Legal 58, Black Dicks In White Chicks 11, Ass Whores From Planet Squirt, Double Play 3, Gag Factor 20, My Girlfriend's Whore Friend, Young And Nasty 2, Max Faktor 14 (la versión europea incluye escenas de lluvia dorada con Max Hardcore), Teenage Perverts, y Teenage Runaways, entre muchas otras 
Actualmente se encuentra retirada, según afirmó, para terminar sus estudios universitarios[cita requerida].